# باشگاه فوتبال ریور پلاته
باشگاه فوتبال ریور پلاته (به اسپانیایی: Club Atlético River Plate) یک باشگاه فوتبال در شهر بوئنوس آیرس کشور آرژانتین است که در لیگ برتر فوتبال آرژانتین بازی می‌کند. این باشگاه در سال ۲۰۱۱ بعد از حدود ۱۱۰ سال از لیگ برتر فوتبال آرژانتین سقوط کرد و یک فصل بعد دوباره به این لیگ صعود کرد.
با وجود این که این باشگاه دارای تیم‌های زیادی در رشته‌های مختلف ورزشی است اما به خاطر تیم فوتبال خود معروف است که دارای افتخارات قاره‌ای و جهانی زیادی مثل جام لیبرتادورس و جام بین قاره‌ای است.
ریور پلاته پرافتخارترین تیم در لیگ برتر فوتبال آرژانتین با ۳۸ قهرمانی است. آخرین قهرمانی داخلی این تیم مربوط به سال ۲۰۰۸ و جام کلاسورا می‌شود. از مهم‌ترین جام‌های بین‌المللی این تیم می‌توان به ۴ جام لیبرتادورس و یک قهرمانی جام بین قاره‌ای در سال ۱۹۸۶ اشاره کرد. در سال ۲۰۱۰ فدراسیون جهانی تاریخ و امار ریور را تیم ۹ جهان در مجموع رده‌بندی تیم‌های برای دو دهه گذشته اعلام کرد و این بهترین و بالاترین رده یک تیم از آمریکای جنوبی بود.
این تیم در سال ۱۹۰۱ تأسیس شد و تا به امروز بوکا جونیورز رقیب سنتی این تیم بوده‌است. بازی بین این دو تیم سوپر کلاسیکو نامیده می‌شود.

## تاریخچه

### ابتدا
ریور پلاته ۲۵ می ۱۹۰۱ میلادی تأسیس شد. این باشگاه از به هم پیوستن دو باشگاه سانتا روسا و لا روساس شروع به کار کرد. اسم ریور پلاته به خاطر این انتخاب شد که یکی از اعضای هیت مدیره باشگاه در حین ساخت بندر بوینس ایرس شاهد کار کارگران بوده که آن‌ها در حین استراحت به بازی فوتبال می‌پرداختند و جعبه‌هایی که آن‌ها با آن کار می‌کردند است ریور پلاته را روی خود داشته که اسمی انگلیس هست.
ریور پلاته به شروع کار فدراسیون فوتبال آرژانتین در سال ۱۹۰۵ کمک کرد و کار خود را در دسته ۳ شروع کرد. در ان فصل این تیم بازی‌های زیادی را انجام داد تا به دسته دوم صعود کند که یکی از این بازی‌ها یکی از سنگین‌ترین شکست‌های آن‌ها با نتیجه ۱۰–۱ بوده.

### دوران آماتوری

#### ۱۹۰۸–۳۰
ریور پلاته بین سالهای ۱۹۰۶ تا ۱۹۰۸ در دسته دوم باقی‌ماند. در روز ۱۳ دسامبر ۱۹۰۸ ریور با پیروزی مقابل ریسینگ کلاب با نتیجه ۲–۱ به دسته اول صعود کرد اما نتیجه بازی بعد از اینکه طرفداران این تیم به زمین ریختند مخدوش اعلام شد و در تکرار بازی ریور با نتیجه ۷–۰ پیروز شد تا رسماً به دسته اول صعود کند.
ریور اولین بازی خودش را در دسته اول در روز ۲ می ۱۹۰۹ انجام داد، از اتفاق‌های مهم این فصل می‌توان به پیروز ۱–۰ آلومنی یکی از قدرت‌های ان زمان و البته شکست ۱۰–۱ مقابل بلگرانو اتلتیک اشاره کرد.
ریور فقط یک جام در دوران آماتور فوتبال آرژانتین در سال ۱۹۲۰ به دست آورد. ریور در سال ۱۹۲۳ به منطقه پالرمو نقل مکان کرد.
جزو افتخارهای دیگر ریور در دوران آماتوری می‌توان به دو مقام نایب قهرمانی در سال‌های ۱۹۲۱ و ۱۹۲۲ اشاره کرد.

### دوران حرفه‌ای

#### ۱۹۳۱–۳۹: "میلیونرها
با حرفه‌ای شدن فوتبال ریور پلاته دست به خریدهای بزرگ زد که در مجموع ۴۵ هزار دلار در ۲ سال اول برای خرید بازیکنهای بزرگ هزینه کرد که در ان زمان پول بسیار زیادی به حساب می‌آمد. به دلیل همین خریدهای گران‌قیمت به آن‌ها لقب میلیونرها داده شد که تا به امروز این لقب باقی مانده‌است. برنابه فریرا که یکی از خریدهای بزرگ این تیم بود توانست در فصل اول ۴۳ گل به ثمر برساند، فصلی که ریور و ایندپندیته هردو در رده اول جدول بودند و برای تعیین قهرمان باید بازی رودرو پلی اف انجام می‌دادند که ریور پلاته با نتیجه ۳–۰ پیروز شد تا اولین قهرمانی دوران حرفه‌ای را به دست بیاورد. قهرمانی دوم و سوم در سالهای ۱۹۳۶ و ۱۹۳۷ به دست آمد.
در روز ۲۵ می ۱۹۳۸ استادیو مانیومنتال به‌طور رسمی با بازی ریور در مقابل پنارول که ریور ۳–۱ پیروز شد، افتتاح شد.

#### دهه ۱۹۴۰: لا ماکویینا
دهه ۱۹۴۰ یکی از بهترین دوران تاریخ باشگاه به حساب می‌آید، در ابتدای این دهه و در دو سال پیاپی ۱۹۴۱ و ۱۹۴۲ دو قهرمانی به دست آمد. این تیم خط حمله قدرتمندی در این مدت داشت که به لا ماکویینا یا (ماشین) معروف شد. سال ۱۹۴۵ سالی بود که این تیم قهرمانی دیگری به دست آورد.
سال ۱۹۴۷ سال موفق دیگر این تیم بود که بازهم به قهرمانی رسیدند. بازیکنان جدیدی از تیم‌های پایه مثل الفردو دی استفانو که بعدها با ۲۷ گل آقای گل شد به این تیم اضافه شدند تا روند موفقیت‌های آن‌ها ادامه پیدا کند.
بعد از اعتصاب بازیکنان در سال ۱۹۴۸ خیلی از بازیکنان به کلمبیا رفتند که دی استفانو هم یکی از آن‌ها بود. ریور در سال‌های ۱۹۴۸ و ۱۹۴۹ به مقام دوم رسید.

#### دهه ۱۹۵۰:اولین ۳ گانه
ریور پلاته در سال ۱۹۵۱ به تور اروپایی رفت و سال بعد از ان هم قهرمان شد. قهرمانی بعدی در سال ۱۹۵۳ به دست آمد. ریور با خرید ستاره‌های جدید و استفاده از بازیکنان طراز اول پایه ۳ قهرمانی پیاپی در سال‌های ۱۹۵۵، ۱۹۵۶، ۱۹۵۷ برای اولین بار در تاریخ باشگاه به دست آورد.
بعد از جام ملت‌های آمریکای جنوبی در سال ۱۹۵۷ «سیووری» ستاره این تیم با مبلغ ۱۰ میلیون دلار به یوونتوس فروخته شد، پولی که برای تکمیل استادیوم مانیومنتال هزینه شد.
بعد از تجربه نا موفق تیم ملی آرژانتین در جام جهانی ۱۹۵۸، ریور زمان طولانی را بدون جامی سپری کرد. در روز ۱۲ اکتبر ۱۹۵۹ «لابرونا» ستاره این تیم از فوتبال خداحافظی کرد. بازیکنی که با به ثمر رساندن ۲۹۳ همچنان در صدر لیست گلزنان تاریخ فوتبال آرژانتین به همراه دو بازیکن دیگر است، همچنین از او به عنوان یکی از بزرگان ریور پلاته یاد می‌شود.

#### دهه ۱۹۶۰:دهه بدون افتخار
ریور پلیت هیچ جامی را در طول دهه ۶۰ به دست نیاورد و این اتفاق در حای افتاد که این تیم دارای بازیکنانی مثل ارمیندو اونگا و ستاره‌های دیگری بود. این بدترین دوران این باشگاه به حساب می‌آید که تا سال ۱۹۷۵ ادامه پیدا کرد که در مجموع ۱۸ سال بدون جام سپری شد.
بهترین مقام این تیم در این مدت مقام دوم بود. در سال ۱۹۶۲ این تیم جام را به رقیب سنتی خود یعنی بوکا جونیورز داد که این بازی در ضربات پنالتی به پایان رسید. در سال ۱۹۶۸ در لیگ کوچکی که بین ۳ تیمی که مقام مشترک اولی را به دست آورده بودند انجام شد تا قهرمان فصل مشخص شود بازهم ریور نتوانست قهرمان شود.
در سال ۱۹۶۶ ریور در مقابل پنارول اروگوئه در فینال جام لیبرتادورس قرار گرفت که با وجود اینکه نیمه اول با نتیجه ۲–۰ به نفع ریور به پایان رسید اما در نهایت پنارول با برتری ۴–۲ در وقت اضافه به عنوان قهرمان آمریکا جنوبی برسد.

#### دهه ۱۹۷۰: بازگشت به افتخار
در سال ۱۹۷۵ به تغییر سرمربی و ورود لابرونا این تیم بعد از ۱۸ سال دوباره به قهرمانی رسید.
در سال ۱۹۷۶ ریور به فینال جام لیبرتادورس رسید که در این فینال با تیم برزیلی کروزیرو روبرو شد و بعد از پایان دو بازی هر تیم صاحب یک پیروزی شد و در بازی سوم برای تعیین قهرمان که در سانتیاگو شیلی برگزار شد، کروزیرو به نتیجه ۳–۲ پیروز و قهرمان شد.
ریور با همان استخوان بندی به قهرمانی سال ۱۹۷۷ آرژانتین رسید. جام جهانی ۱۹۷۸ در آرژانتین برگزار شد که تیم ملی این کشور قهرمان این مسابقات شد و ریور پلاته هم ۵ بازیکن در این تیم داشت که مهم‌ترین آن‌ها دنیل پاسارلا بود.
موفقیت‌های این تیم در سالهای ۱۹۷۹ و ۱۹۸۰ با ۳ قهرمانی در جام‌های مختلف ادامه پیدا کرد.
انخل لابرونا علاوه بر این که رکورددار بیشترین گل برای ریور هست او بیشترین جام را به عنوان سرمربی یک تیم دسته یکی با کسب ۶ قهرمانی به دست آورده که همچنان یک رکورد محسوب می‌شود.

#### دهه ۱۹۸۰: اولین قهرمانی جام لیبرتادورس
در سال ۱۹۸۱ الفردو دی استفانو به عنوان مربی به این تیم بازگشت و در مقابل دیگو مارادونا به عنوان بازیکن به تیم حریف یعنی بوکا جونیورز پیوست که باعث افزایش رقابت در فوتبال آرژانتین شد. در مقابل هم ریور شروع به خرید ستاره‌های آرژانتین کرد که در نهایت منجربه قهرمانی سال ۱۹۸۱ برای این تیم شد.
اما در سال بعد بازیکنهای بسیاری این تیم را به دلایل مختلف ترک کردند و این باعث شد تا این تیم در جام لیبرتادورس توسط پنارول که بعد در این جام قهرمان شد حذف بشود. سال ۱۹۸۳ یکی از بدترین سالهای تاریخ این باشگاه بود که در رده ۱۸ از ۱۹ تیم به پایان رسید که طبق قوانین دو تیم آخر به دسته پایینتر سقوط می‌کردند اما بعد از بازبینی و تغییر قوانین ساختاری لیگ این تیم در دسته برتر باقی‌ماند.
در سال ۱۹۸۴ این تیم با قدرت بازگشت و به مقام دوم رسید و در سال ۱۹۸۵ بعد از تغییر کامل ساختار لیگ این تیم ۶ بازی زودتر به قهرمانی رسید.
سال ۱۹۸۶ سالی بود که این تیم اولین جام بین‌المللی خودش یعنی جام لیبرتادورس را به دست آورد و چند وقت بعد قهرمان جام باشگاه‌های جهان شد که در فینال استوا بخارست را شکست داد. با وجود تغییر مربی و خرید بازیکنان زیاد در پایان دهه ۸۰ میلادی این تیم به موفقیت خاصی نرسید.

#### دهه ۱۹۹۰: ادامه موفقیت‌ها
دنیل پاسارلا به عنوان به سرمربی این بار به ریور پلیت بازگشت و قهرمان لیگ سال ۹۰ شد و به نیمه نهایی جام لیبرتادورس رسید. این تیم به قهرمانی سال ۱۹۹۱ هم رسید.
قهرمانی‌های این تیم با قهرمانی سال ۱۹۹۳ ادامه یافت اما اینبار این تیم تیمی جوان با بازیکنانی مثل اریل اورتگا و هرنان کرسپو به عنوان رسید.
قهرمانی سال ۱۹۹۴ با روبرتو ایالا جوان ادامه یافت و برای اولین بار در تاریخ باشگاه فصلی بدون شکست را سپری کردند.
دومین قهرمانی لیبرتادورس در سال ۱۹۹۶ با پیروزی ۲–۱ در مجموع در فینال با گلزنی کرسپو به دست آمد. در این سال و سال ۱۹۹۷ این تیم قهرمان آرژانتین هم شد.
در سال ۱۹۹۷ برای اولین بار در تاریخ باشگاه ریور با پیروزی برابر سائو پائولو قهرمان سوپر کاپ آمریکای جنوبی سال ۱۹۹۷ شد. تیم فصل ۱۹۹۶–۹۷ از بهترین تیم‌های تاریخ این باشگاه به حساب می‌آید.
قهرمانی سال ۱۹۹۹ در حالی به دست آمد که این تیم از بازیکنانی مثل پابلو ایمار و خاویر ساویولا استفاده کرد که جوانترین بازیکن تاریخ باشگاه در سن ۱۶ سالگی به حساب می‌آمد و آقای گل فصل هم با ۱۵ گل زده شد.
در پایان قرن ۲۰ میلادی این تیم با ۲۸ عنوان قهرمانی در لیگ پر افتخارترین تیم کشور به حساب می‌آمد.

#### دهه ۲۰۰۰: بالا و پایین‌ها
۲۵ مه سال ۲۰۰۱ ریور با بازی در مقابل پنارول اروگوئه جشن ۱۰۰ سالگی خود را برگزار کرد. در این سال این تیم جامی را به دست نیاورد و پابلو ایمار و خاویر ساویولا را به بارسلونا و والنسیا فروخت.
در سال ۲۰۰۲ با اضافه شدن بازیکن‌های جدید این تیم بازهم به قهرمانی رسید. قهرمانی سال ۲۰۰۳ در حالی به دست آمد که مانوئل پیگرینی با استفاده از بازیکنانی مثل خاویر ماسچرانو به این مقام رسید.
سومین قهرمانی پیاپی در سال ۲۰۰۴ به دست آمد و این تیم به نیمه نهایی جام لیبرتادورس رسید اما این همراه شد به تابستانی که آرژانتین در کوپا آمریکا نایب قهرمان و در المپیک ۲۰۰۴ اتن به قهرمانی رسید و این منجربه فروش خیلی از ستاره‌های این تیم شد.
دیگو سیمئونه در سال ۲۰۰۸ به این تیم پیوست و اولین جام را بعد از ۴ سال به دست آورد. در فصل بعد و از نتایج ضعیف سیمئونه در میانه فصل استعفا کرد و در نهایت ریور در رده آخر لیگ را به پایان رساند که این اتفاق برای اولین بار در تاریخ ۱۰۷ ساله این باشگاه اتفاق افتاد.

#### دهه ۲۰۱۰: شروع دوباره
در سال ۲۰۱۱ ریور هم مشکل ساختاری و هم مشکل ورزشی داشت. رئیس باشگاه کناره‌گیری کرد و بدهی ۷۵ میلیون دلاری به جای گذاشت، جای خود را به دنیل پاسارلا داد. نتایج ضعیف این تیم در سال ۲۰۰۸ تا سال ۲۰۱۱ ادامه پیدا کرد، تا جایی که به بازی پلی اف رفتند و با شکست در این بازی برای اولین بار به دسته پایینتر سقوط کردند. بازی دوم با اتفاقاتی که افتاد باعث شد با وجود حضور زیاد پلیس بازی مختل شود و بعد از بازی هم مربی این تیم بلافاصله استعفا کرد،
بعد از این اتفاق المیدا از فوتبال خداحافظی کرد و سرمربی تیم شد. تعدادی از بازیکنان قدیمی این تیم بازگشتند تا در دسته پایینتر بازی کنند و البته بازیکنی مثل دیوید ترزگه هم به این تیم اضافه شد. در سال ۲۰۱۲ این تیم با قهرمانی در دسته ب بازهم به لیگ برتر بازگشت.

## پیراهن

### اسپانسرها
| مدت زمان | تهیه‌کننده پیراهن | اسپانسر                                        |
| -------- | ---------------- | ---------------------------------------------- |
| ۱۹۷۹–۸۰  | Sportlandia      | none                                           |
| ۱۹۸۱–۸۲  | Olimpia          | none                                           |
| ۱۹۸۲–۸۵  | آدیداس           | none                                           |
| ۱۹۸۵–۸۹  | آدیداس           | Fate O                                         |
| ۱۹۸۹–۹۱  | آدیداس           | پژو                                            |
| ۱۹۹۱–۹۲  | آدیداس           | Carta Credencial                               |
| ۱۹۹۲–۹۵  | آدیداس           | سانیو                                          |
| ۱۹۹۶–۰۲  | آدیداس           | Quilmes                                        |
| ۲۰۰۲–۰۶  | آدیداس           | Budweiser                                      |
| ۲۰۰۶–۰۸  | آدیداس           | پتروبراس                                       |
| ۲۰۰۹–۱۰  | آدیداس           | پتروبراس and Pokerstars.net                    |
| ۲۰۱۰–۱۲  | آدیداس           | پتروبراس and Tramontina                        |
| ۲۰۱۲-    | آدیداس           | بانکو بیلبائو ویسکایا آرخنتاریا and Tramontina |

## هماورد
ریور پلاته و بوکا جونیورز از بزرگ‌ترین باشگاه‌های کشور آرژانتین هستند که بیشتر از نیمی از طرفداران فوتبال در این کشور طرفدار این دو تیم هستند. به خاطر رقابت فشرده بین این دو تیم در لیست بی‌بی‌سی در مورد داربی‌های جهان این داربی جزو یکی از معروف‌ترین داربی‌ها شناخته و معرفی شده؛ و همچنین اولین مورد از ۵۰ کاری که توسط روزنامه ابسرور به عنوان کارهای ورزشی که قبل از مرگ باید انجام داد شناخته شده.

## لقب‌ها
نام ریور پلاته در سال ۱۹۰۱ انتخاب شد. نام‌های جایگزینی هم در ان زمان پیشنهاد شدند اما این نام در نهایت انتخاب شد.
معروف‌ترین لقبی که به این تیم داده شده و طرفداران این تیم به ان علاقه دارند لقب میلیونرها هست که در دهه ۳۰ میلادی به دلیل اینکه مردم بر این باور بودند که تیم ریور یکی از گرانترین لیست بازیکنان دنیای فوتبال را دارد این لقب را به آن‌ها دادند.
در سال ۱۹۸۴ با ورود مدیر عامل جدید او مسابقه‌ای برای انتخاب لوگو جدید گذاشت که در نهایت لوگویی با شیری برخواسته با لباس ریور بر فراز استادیوم این باشگاه برگزیده شد که این تیم با این لوگو به قهرمانی جام لیبرتادورس هم رسید. بعد از رفتن این مدیر عامل این لوگو نیز در سال ۱۹۸۹ برای همیشه از باشگاه رفت.
لا ماکویینا هم یکی از لقب‌های معروف این باشگاه در دهه ۱۹۴۰ بود.

## ورزشگاه
ال مانیومنتال ورزشگاه خانگی ریور در بوینوس ایرس است. این ورزشگاه که در تاریخ ۲۵ می ۱۹۳۸ تأسیس شده دارای ظرفیت ۶۵۶۴۵ نفر می‌باشد که برای بعضی از بازی‌های خانگی تیم ملی فوتبال آرژانتین هم استفاده می‌شود.

## افتخارات

### داخلی

#### لیگ
- لیگ برتر فوتبال آرژانتین (۳۸): ۱۹۲۰، ۱۹۳۲، ۱۹۳۶ (Copa Campeonato), 1936 (Copa de Oro) 1937, 1941, 1942, 1945, 1947, 1952, 1953, 1955, 1956, 1957, 1975 Metropolitano, 1975 Nacional, 1977 Metropolitano, 1979 Metropolitano, 1979 Nacional, 1980 Metropolitano, 1981 Nacional, 1985–86, 1989–90, 1991 Apertura, 1993 Apertura, 1994 Apertura, 1996 Apertura, 1997 Apertura, 1997 Clausura, 1999 Apertura, 2000 Clausura, 2002 Clausura, 2003 Clausura, 2004؟ Clausura, 2008 Clausura, 2014 Final
- لیگ دسته دوم فوتبال آرژانتین (۱): ۲۰۱۱–۱۲

#### جام
- جام حذفی فوتبال آرژانتین (۳): ۲۰۱۶، ۲۰۱۷، ۲۰۱۹
- سوپر جام فوتبال آرژانتین (۱): ۲۰۱۷

### بین‌المللی
- جام بین قاره‌ای (۱): ۱۹۸۶
- جام لیبرتادورس (۴): ۱۹۸۶، ۱۹۹۶، ۲۰۱۵، ۲۰۱۸
- کوپا اینترامریکانا (۱): ۱۹۸۶
- سوپرکوپا لیبرتادورس (۱): ۱۹۹۷
- جام سودامریکانا (۱): ۲۰۱۴
- رکوپا سودامریکانا (۳): ۲۰۱۵، ۲۰۱۶، ۲۰۱۹